# Rheocricotopus bicornuatus
Rheocricotopus bicornuatus är en tvåvingeart som beskrevs av Bhattacharyay, Ali och Chaudhuri 1991. Rheocricotopus bicornuatus ingår i släktet Rheocricotopus och familjen fjädermyggor.
Artens utbredningsområde är West Bengal (Indien). Inga underarter finns listade i Catalogue of Life.